# 四跤仔
四脚仔，也寫作四跤仔，在台語中可泛指「四腳畜生」或特指「青蛙」。雖然四腳仔在台語中未必特定指某種動物，不過在日本殖民統治台灣時期當台灣人私下用四腳仔稱呼日本人時，意思應該是影射日本殖民統治者是狗，也表達了台灣人在受壓迫的殖民地環境下對日本人的不滿。而服侍日本人欺侮同胞的親日者，則稱其為三腳仔，有似人非人、但又少條腿的跛腳畜生之意。
台灣日治時期本島人私下對日本人的稱呼，影射那些高高在上作威作福的日本人為狗，表達出強烈的不滿內涵。